# كأس الاتحاد الإنجليزي 1881–82
كأس الاتحاد الإنجليزي 1881–82 (بالإنجليزية: 1881–82 FA Cup)‏ هو الموسم 11 من  كأس الاتحاد الإنجليزي. أقيم بتاريخ 17 أكتوبر 1881، والذي يشرف على تنظيمه الاتحاد الإنجليزي لكرة القدم، وكان عدد الأندية المشاركة فيه  73، وفاز فيه Old Etonians F.C. ‏.